# Прохоровка (Калінінградська область)
Прохоровка (рос. Прохоровка) — селище Гур'євського міського округу, Калінінградської області Росії. Входить до складу Низовського сільського поселення.
Населення —  49 осіб (2015 рік). 

## Населення
| 2002 | 2010 |
| ---- | ---- |
| 47   | ↗49  |